# Bílence
Bílence es una localidad situada en el distrito de Chomutov, en la región de Ústí nad Labem, República Checa. Tiene una población estimada, a principios del año 2022, de 235 habitantes.
Está ubicada al noroeste de la región, en la ladera sur de los montes Metálicos, cerca del río Ohře —un afluente izquierdo del río Elba—, de la región de Karlovy Vary y del estado alemán de Sajonia.